# حارس الأكاذيب (كتاب)
كتاب حارس الأكاذيب Bodyguard of Lies هو كتاب غير أدبي نشر في عام عام 1975، وكتبه الصحفي الأمريكي أنتوني كيف براون، وهو أول عمل تاريخي كبير له.
اسم الكتاب هو تعبير أطلقه رئيس الوزراء البريطاني ونستون تشرشل في زمن الحرب العالمية الثانية، ويسرد الكتاب عمليات الخداع العسكري للحلفاء خلال الحرب العالمية الثانية.
منعت الحكومتان البريطانية والأمريكية المؤلف أثناء أبحاثه للحصول على مادة الكتاب. حيث لا تزال العديد من الموضوعات مصنفة كمعلومات سرية، وقد مُنع من الوصول إلى سجلات الحرب البريطانية. تستند المواد الموجودة في الكتاب في الغالب إلى الشهادات الشفوية بالإضافة إلى بعض السجلات الأمريكية، التي رفعت عنها السرية في نهاية فترة الأبحاث التي كان قام بها المؤلف.
اختلفت الآراء حول الكتاب بعد نشره، لكن الانطباع العام كان سلبيا. لكن أشاد بعض المؤرخين المعاصرين، مثل تشارلز بي ماكدونالد بالكتاب، رغم أن بعضهم انتقد طوله. وقد اعترضت المراجعات اللاحقة على التناقضات التي وردت في الكتاب أو الأخطاء في المادة المعلوماتية، وذلك بناء على الوثائق التي رفع عنها السرية لاحقا. كما انتقدت بعض استنتاجات براون الشخصية.

## الخلفية

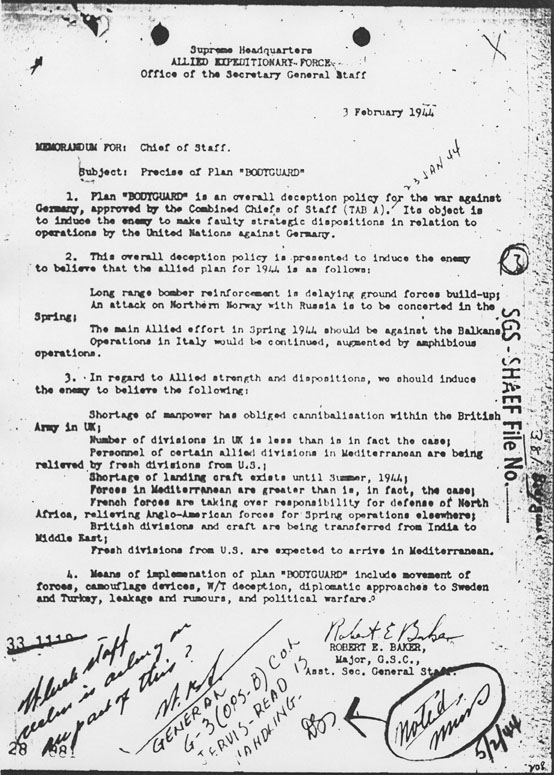
مذكرة عن كتاب "حارس الأكاذيب" ، بتاريخ فبراير ١٩٤٤

كان كتاب «حارس الأكاذيب» Bodyguard of Lies أول كتاب منشور لبراون، بعد حياته المهنية كصحفي في المملكة المتحدة وأستراليا. ويسلط الكتاب الضوء على إستراتيجية خداع الحلفاء على الجبهة الغربية لعامي 1943 و 1944. ويركز بشكل خاص على عملية الحارس الشخصي. حيث أن كل من العملية وعنوان الكتاب مستوحيان من واحدة من تعبير أطلقه رئيس الوزراء البريطاني ونستون تشرشل في زمن الحرب: «في زمن الحرب، تكون الحقيقة ثمينة جدًا لدرجة أنه ينبغي دائمًا أن يحرسها حارس شخصي من الأكاذيب».